# Puchar Świata w kolarstwie torowym 2008/2009
Puchar Świata w kolarstwie torowym w sezonie 2008/2009 to 17. edycja tej imprezy. Organizowany przez UCI, obejmował pięć rund: w brytyjskim Manchesterze w dniach 31 października-2 listopada 2008 roku, w australijskim Melbourne w dniach 20-22 listopada 2008, w kolumbijskim Cali w dniach 12-14 grudnia 2008, w stolicy Chin - Pekinie w dniach 16-18 stycznia 2009 roku oraz w stolicy Danii - Kopenhadze w dniach 13-15 lutego 2009 roku.
Trofeum sprzed roku broniła reprezentacja Holandii. W tym sezonie najlepsza okazała się reprezentacja Niemiec.

## Klasyfikacja narodów
| Miejsce | Państwo         | Punkty |
| ------- | --------------- | ------ |
| 1.      | Niemcy          | 336    |
| 2.      | Holandia        | 289    |
| 3.      | Wielka Brytania | 273    |
| 4.      | Francja         | 249    |
| 5.      | Hiszpania       | 241    |
| 5.      | Chiny           | 241    |
| 7.      | Team Toshiba    | 212    |
| 8.      | Rosja           | 199    |
| 9.      | Ukraina         | 194    |
| 10.     | Cofidis         | 172    |

## Wyniki

### Mężczyźni

#### Keirin
| Lp | Miasto               | 1. miejsce        | 2. miejsce        | 3. miejsce        |
| -- | -------------------- | ----------------- | ----------------- | ----------------- |
| 1. | Manchester           | François Pervis   | Jason Kenny       | Teun Mulder       |
| 2. | Melbourne            | Azizulhasni Awang | Andrij Wynokourow | François Pervis   |
| 3. | Cali                 | Leonardo Narváez  | Jason Niblett     | Barry Forde       |
| 4. | Pekin                | Azizulhasni Awang | Grégory Baugé     | Teun Mulder       |
| 4. | Kopenhaga            | Kévin Sireau      | Hodei Mazquiaran  | Andrij Wynokourow |
|    | Klasyfikacja końcowa | Azizulhasni Awang | Andrij Wynokourow | François Pervis   |

#### 1000 m
| Lp | Miasto               | 1. miejsce        | 2. miejsce        | 3. miejsce       |
| -- | -------------------- | ----------------- | ----------------- | ---------------- |
| 1. | Manchester           | David Daniell     | Jewhen Bolibruch  | Kamil Kuczyński  |
| 2. | Melbourne            | Michaël D’Almeida | Scott Sunderland  | Li Wenhao        |
| 3. | Cali                 | Stefan Nimke      | Jewhen Bolibruch  | Li Wenhao        |
| 4. | Pekin                | Mohd Rizal Tisin  | François Pervis   | Kamil Kuczyński  |
| 5. | Kopenhaga            | Taylor Phinney    | Michaël D’Almeida | Quentin Lafargue |
|    | Klasyfikacja końcowa | Jewhen Bolibruch  | Li Wenhao         | Kamil Kuczyński  |

#### Sprint indywidualny
| Lp | Miasto               | 1. miejsce    | 2. miejsce        | 3. miejsce        |
| -- | -------------------- | ------------- | ----------------- | ----------------- |
| 1. | Manchester           | Jason Kenny   | Shane Perkins     | Matthew Crampton  |
| 2. | Melbourne            | Shane Perkins | Michaël D’Almeida | Jason Niblett     |
| 3. | Cali                 | Kévin Sireau  | Stefan Nimke      | Mickaël Bourgain  |
| 4. | Pekin                | Grégory Baugé | Zhang Lei         | Shane Perkins     |
| 5. | Kopenhaga            | Grégory Baugé | Mickaël Bourgain  | Kévin Sireau      |
|    | Klasyfikacja końcowa | Shane Perkins | Grégory Baugé     | Michaël D’Almeida |

#### Sprint drużynowy
| Lp | Miasto               | 1. miejsce                                                    | 2. miejsce                                                      | 3. miejsce                                                   |
| -- | -------------------- | ------------------------------------------------------------- | --------------------------------------------------------------- | ------------------------------------------------------------ |
| 1. | Manchester           | Team Sky + Hd Ross Edgar Jamie Staff Jason Kenny              | Polska · Łukasz Kwiatkowski · Maciej Bielecki · Kamil Kuczyński | Niemcy · Mathias Stumpf · Sebastian Döhrer · René Enders     |
| 2. | Melbourne            | Team Toshiba Daniel Ellis Jason Niblett Scott Sunderland      | Japonia · Kazuya Narita · Yudai Nitta · Kazunari Watanabe       | Ukraina · Jewhen Bolibruch · Jurij Cupyk · Andrij Wynokurow  |
| 3. | Cali                 | Niemcy · Carsten Bergemann · Robert Förstemann · Stefan Nimke | Team Toshiba Daniel Ellis Jason Niblett Scott Sunderland        | Cofidis Mickaël Bourgain Didier Henriette Kévin Sireau       |
| 4. | Pekin                | Cofidis Mickaël Bourgain François Pervis Kévin Sireau         | Francja · Grégory Baugé · Michaël D’Almeida · Thierry Jollet    | Niemcy · Sebastian Döhrer · Maximilian Levy · Mathias Stumpf |
| 4. | Kopenhaga            | Team Sky + Hd Chris Hoy Jamie Staff Jason Kenny               | Cofidis Mickaël Bourgain François Pervis Kévin Sireau           | US Créteil Grégory Baugé Michaël D’Almeida Thierry Jollet    |
|    | Klasyfikacja końcowa | Cofidis                                                       | Niemcy                                                          | Team Sky + Hd                                                |

#### Wyścig indywidualny na dochodzenie
| Lp | Miasto               | 1. miejsce     | 2. miejsce       | 3. miejsce       |
| -- | -------------------- | -------------- | ---------------- | ---------------- |
| 1. | Manchester           | Edward Clancy  | Witalij Szczedow | Walerij Kajkow   |
| 2. | Melbourne            | Jack Bobridge  | Aleksiej Markow  | Witalij Szczedow |
| 3. | Cali                 | Sergi Escobar  | Walerij Kajkow   | Arles Castro     |
| 4. | Pekin                | Jesse Sergent  | Witalij Szczedow | David O’Loughlin |
| 5. | Kopenhaga            | Taylor Phinney | David O’Loughlin | Aleksiej Markow  |
|    | Klasyfikacja końcowa | Walerij Kajkow | Witalij Szczedow | Edward Clancy    |

#### Wyścig drużynowy na dochodzenie
| Lp | Miasto               | 1. miejsce                                                                      | 2. miejsce                                                                             | 3. miejsce                                                                          |
| -- | -------------------- | ------------------------------------------------------------------------------- | -------------------------------------------------------------------------------------- | ----------------------------------------------------------------------------------- |
| 1. | Manchester           | Wielka Brytania · Edward Clancy · Steven Burke · Robert Hayles · Geraint Thomas | Dania · Michael Christensen · Casper Jørgensen · Daniel Kreutzfeldt · Jens-Erik Madsen | Holandia · Ismaël Kip · Peter Schep · Wim Stroetinga · Arno van der Zwet            |
| 2. | Melbourne            | Australia · Jack Bobridge · Rohan Dennis · Luke Durbridge · Mark Jamieson       | Hiszpania · Eloy Teruel · Antonio Tauler · David Muntaner · Unai Elorriaga             | Ukraina · Roman Kononenko · Serhij Łahkuti · Lubomyr Połatajko · Witalij Szczedow   |
| 3. | Cali                 | Rosja · Artur Jerszow · Leonid Krasnow · Walerij Kajkow · Władimir Szczekunow   | Hiszpania · Sergi Escobar · Asier Maeztu · Antonio Miguel Parra · Carlos Torrent       | Kolumbia · Edwin Ávila · Juan Esteban Arango · Arles Castro · Alexander González    |
| 4. | Pekin                | Team Toshiba Glenn O’Shea Rohan Dennis Leigh Howard Mark Jamieson               | Nowa Zelandia · Sam Bewley · Peter Latham · Marc Ryan · Jesse Sergent                  | Lokomotiv Artur Jerszow Leonid Krasnow Walerij Kajkow Władimir Szczekunow           |
| 5. | Kopenhaga            | Wielka Brytania · Edward Clancy · Steven Burke · Chris Newton · Peter Kennaugh  | Hiszpania · Sergi Escobar · Eloy Teruel · David Muntaner · Unai Elorriaga              | Dania · Michael Christensen · Niki Byrgesen · Daniel Kreutzfeldt · Jens-Erik Madsen |
|    | Klasyfikacja końcowa | Hiszpania                                                                       | Wielka Brytania                                                                        | Dania                                                                               |

#### Scratch
| Lp | Miasto               | 1. miejsce     | 2. miejsce      | 3. miejsce      |
| -- | -------------------- | -------------- | --------------- | --------------- |
| 1. | Manchester           | Wim Stroetinga | Tim Mertens     | Martin Bláha    |
| 2. | Melbourne            | Kwok Ho Ting   | Leigh Howard    | Jason Christie  |
| 3. | Cali                 | Zachary Bell   | Tim Mertens     | Carlos Torrent  |
| 4. | Pekin                | Hayden Godfrey | Chris Newton    | Rafał Ratajczyk |
| 5. | Kopenhaga            | Kazuhiro Mori  | Franco Marvulli | Daniel Holloway |
|    | Klasyfikacja końcowa | Tim Mertens    | Rafał Ratajczyk | Kazuhiro Mori   |

#### Madison
| Lp | Miasto               | 1. miejsce                                  | 2. miejsce                                       | 3. miejsce                                 |
| -- | -------------------- | ------------------------------------------- | ------------------------------------------------ | ------------------------------------------ |
| 1. | Manchester           | Niemcy · Olaf Pollack · Roger Kluge         | Belgia · Iljo Keisse · Kenny De Ketele           | Rosja · Iwan Kowalow · Siergiej Kolesnikow |
| 2. | Melbourne            | Hiszpania · Unai Elorriaga · David Muntaner | Australia · Cameron Meyer · Christopher Sutton   | Niemcy · Henning Bommel · Fabian Schaar    |
| 3. | Cali                 | Belgia · Ingmar De Poortere · Tim Mertens   | Kolumbia · Carlos Urán · Juan Esteban Arango     | Niemcy · Artur Jerszow · Walerij Kajkow    |
| 4. | Pekin                | Team Toshiba Glenn O’Shea Leigh Howard      | Wielka Brytania · Peter Kennaugh · Robert Hayles | Niemcy · Roger Kluge · Ralf Matzka         |
| 5. | Kopenhaga            | Niemcy · Marcel Barth · Robert Bartko       | Włochy · Elia Viviani · Angelo Ciccone           | Holandia · Peter Schep · Pim Ligthart      |
|    | Klasyfikacja końcowa | Niemcy                                      | Hiszpania                                        | Belgia                                     |

#### Wyścig punktowy
| Lp | Miasto               | 1. miejsce     | 2. miejsce     | 3. miejsce      |
| -- | -------------------- | -------------- | -------------- | --------------- |
| 1. | Manchester           | Chris Newton   | Eloy Teruel    | Iljo Keisse     |
| 2. | Melbourne            | Glenn O’Shea   | Seo Joon-yong  | Eloy Teruel     |
| 3. | Cali                 | Leonardo Duque | Peter Kennaugh | Carlos Torrent  |
| 4. | Pekin                | Chris Newton   | Zachary Bell   | Rafał Ratajczyk |
| 5. | Kopenhaga            | Wong Kam Po    | Marcel Barth   | Milan Kadlec    |
|    | Klasyfikacja końcowa | Chris Newton   | Glenn O’Shea   | Eloy Teruel     |

### Kobiety

#### Keirin
| Lp | Miasto               | 1. miejsce         | 2. miejsce         | 3. miejsce      |
| -- | -------------------- | ------------------ | ------------------ | --------------- |
| 1. | Manchester           | Victoria Pendleton | Diana García       | Gong Jinjie     |
| 2. | Melbourne            | Willy Kanis        | Elisa Frisoni      | Christin Muche  |
| 3. | Cali                 | Simona Krupeckaitė | Clara Sanchez      | Lisandra Guerra |
| 4. | Pekin                | Simona Krupeckaitė | Guo Shuang         | Willy Kanis     |
| 5. | Kopenhaga            | Clara Sanchez      | Elisa Frisoni      | Guo Shuang      |
|    | Klasyfikacja końcowa | Willy Kanis        | Simona Krupeckaitė | Elisa Frisoni   |

#### 500 m
| Lp | Miasto               | 1. miejsce         | 2. miejsce         | 3. miejsce       |
| -- | -------------------- | ------------------ | ------------------ | ---------------- |
| 1. | Manchester           | Victoria Pendleton | Gong Jinjie        | Miriam Welte     |
| 2. | Melbourne            | Willy Kanis        | Gong Jinjie        | Kaarle McCulloch |
| 3. | Cali                 | Simona Krupeckaitė | Lisandra Guerra    | Sandie Clair     |
| 4. | Pekin                | Simona Krupeckaitė | Gong Jinjie        | Xu Yulei         |
| 5. | Kopenhaga            | Lisandra Guerra    | Sandie Clair       | Willy Kanis      |
|    | Klasyfikacja końcowa | Gong Jinjie        | Simona Krupeckaitė | Lisandra Guerra  |

#### Sprint indywidualny
| Lp | Miasto               | 1. miejsce         | 2. miejsce     | 3. miejsce         |
| -- | -------------------- | ------------------ | -------------- | ------------------ |
| 1. | Manchester           | Victoria Pendleton | Zheng Lulu     | Lubow Szulika      |
| 2. | Melbourne            | Lubow Szulika      | Christin Muche | Kerrie Meares      |
| 3. | Cali                 | Simona Krupeckaitė | Clara Sanchez  | Lisandra Guerra    |
| 4. | Pekin                | Simona Krupeckaitė | Lubow Szulika  | Willy Kanis        |
| 5. | Kopenhaga            | Victoria Pendleton | Clara Sanchez  | Lubow Szulika      |
|    | Klasyfikacja końcowa | Lubow Szulika      | Zheng Lulu     | Simona Krupeckaitė |

#### Sprint drużynowy
| Lp | Miasto               | 1. miejsce                                     | 2. miejsce                                     | 3. miejsce                                        |
| -- | -------------------- | ---------------------------------------------- | ---------------------------------------------- | ------------------------------------------------- |
| 1. | Manchester           | Wielka Brytania · Anna Blyth · Jessica Varnish | Niemcy · Christin Muche · Miriam Welte         | Rosja · Wiktorija Baranowa · Swietłana Grankowska |
| 2. | Melbourne            | Holandia · Yvonne Hijgenaar · Willy Kanis      | Australia · Emily Rosemond · Anna Meares       | Korea Południowa · Gu Hyon-jin · Kim Won-gyeong   |
| 3. | Cali                 | Francja · Sandie Clair · Clara Sanchez         | Niemcy · Kristina Vogel · Miriam Welte         | Litwa · Simona Krupeckaitė · Gintarė Gaivenytė    |
| 4. | Pekin                | Holandia · Yvonne Hijgenaar · Willy Kanis      | Litwa · Simona Krupeckaitė · Gintarė Gaivenytė | Chiny · Gong Jinjie · Zheng Lulu                  |
| 5. | Kopenhaga            | Team Toshiba Kaarle McCulloch Anna Meares      | Niemcy · Kristina Vogel · Miriam Welte         | Chiny · Gong Jinjie · Guo Shuang                  |
|    | Klasyfikacja końcowa | Niemcy                                         | Polska                                         | Holandia                                          |

#### Wyścig indywidualny na dochodzenie
| Lp | Miasto               | 1. miejsce        | 2. miejsce        | 3. miejsce        |
| -- | -------------------- | ----------------- | ----------------- | ----------------- |
| 1. | Manchester           | Wendy Houvenaghel | Tara Whitten      | Joanna Rowsell    |
| 2. | Melbourne            | Joanna Rowsell    | Josephine Tomic   | Lada Kozlíková    |
| 3. | Cali                 | Vilija Sereikaitė | María Luisa Calle | Tara Whitten      |
| 4. | Pekin                | Alison Shanks     | Vilija Sereikaitė | Switłana Haluk    |
| 5. | Kopenhaga            | Eleonora van Dijk | Tara Whitten      | Joanna Rowsell    |
|    | Klasyfikacja końcowa | Joanna Rowsell    | Tara Whitten      | Vilija Sereikaitė |

#### Wyścig drużynowy na dochodzenie
| Lp | Miasto               | 1. miejsce                                                                | 2. miejsce                                                       | 3. miejsce                                                         |
| -- | -------------------- | ------------------------------------------------------------------------- | ---------------------------------------------------------------- | ------------------------------------------------------------------ |
| 1. | Manchester           | Team 100% Me Elizabeth Armitstead Katie Colclough Joanna Rowsell          | Niemcy · Charlotte Becker · Christina Becker · Lisa Brennauer    | Ukraina · Switłana Haluk · Łesia Kałytowśka · Lubow Szulika        |
| 2. | Melbourne            | Wielka Brytania · Elizabeth Armitstead · Katie Colclough · Joanna Rowsell | Australia · Ashlee Ankudinoff · Sarah Kent · Josephine Tomic     | Ukraina · Switłana Haluk · Łesia Kałytowśka · Lubow Szulika        |
| 3. | Cali                 | Kuba · Dalila Rodríguez · Yudelmis Domínguez · Yumari González            | Kolumbia · Elizabeth Agudelo · Andrea Botero · María Luisa Calle | Włochy · Giorgia Bronzini · Annalisa Cucinotta · Marta Tagliaferro |
| 4. | Pekin                | Nowa Zelandia · Kaytee Boyd · Lauren Ellis · Alison Shanks                | Chiny · Jiang Fan · Sun Feiyan · Wang Cui                        | Rosja · Jewgienija Romaniuta · Olga Slusariewa · Jelena Czałych    |
| 5. | Kopenhaga            | Team 100% Me Elizabeth Armitstead Katie Colclough Joanna Rowsell          | Holandia · Vera Koedooder · Eleonora van Dijk · Amy Pieters      | Niemcy · Verena Jooß · Christina Becker · Lisa Brennauer           |
|    | Klasyfikacja końcowa | Team 100% Me                                                              | Niemcy                                                           | Nowa Zelandia                                                      |

#### Scratch
| Lp | Miasto               | 1. miejsce           | 2. miejsce           | 3. miejsce           |
| -- | -------------------- | -------------------- | -------------------- | -------------------- |
| 1. | Manchester           | Elizabeth Armitstead | Tara Whitten         | Alexandra Greenfield |
| 2. | Melbourne            | Elizabeth Armitstead | Annalisa Cucinotta   | Jewgienija Romaniuta |
| 3. | Cali                 | Annalisa Cucinotta   | Yumari González      | Gema Pascual         |
| 4. | Pekin                | Jewgienija Romaniuta | Giorgia Bronzini     | Belinda Goss         |
| 5. | Kopenhaga            | Elizabeth Armitstead | Vera Koedooder       | Andrea Wolfer        |
|    | Klasyfikacja końcowa | Elizabeth Armitstead | Jewgienija Romaniuta | Annalisa Cucinotta   |

#### Wyścig punktowy
| Lp | Miasto               | 1. miejsce           | 2. miejsce        | 3. miejsce       |
| -- | -------------------- | -------------------- | ----------------- | ---------------- |
| 1. | Manchester           | Elizabeth Armitstead | Lucy Martin       | Katie Colclough  |
| 2. | Melbourne            | Jewgienija Romaniuta | Leire Olaberria   | Belinda Goss     |
| 3. | Cali                 | Giorgia Bronzini     | Yumari González   | Tara Whitten     |
| 4. | Pekin                | Jarmila Machačová    | Wang Cui          | Giorgia Bronzini |
| 5. | Kopenhaga            | Eleonora van Dijk    | Katie Colclough   | Shelley Olds     |
|    | Klasyfikacja końcowa | Giorgia Bronzini     | Jarmila Machačová | Katie Colclough  |